# Mosquiter de Luzon
El mosquiter de Luzon (Phylloscopus cebuensis) és una espècie d'ocell de la família dels fil·loscòpids (Phylloscopidae). És endèmic de les illes de Luzon, Cebu i Negros, a les Filipines. Els seus hàbitats principals són els boscos tropicals i subtropicals de frondoses humits de les terres baixes i de l'estatge montà. El seu estat de conservació es considera de risc mínim.